# Wassermühle Riesau
Die Wassermühle Riesau steht in der Bockwiede auf dem Gebiet der Stadt Bramsche, OT Balkum. Die Mühle besitzt ein oberschlächtiges Wasserrad und verfügt über zwei Mahlgänge, von denen einer in Betrieb ist.

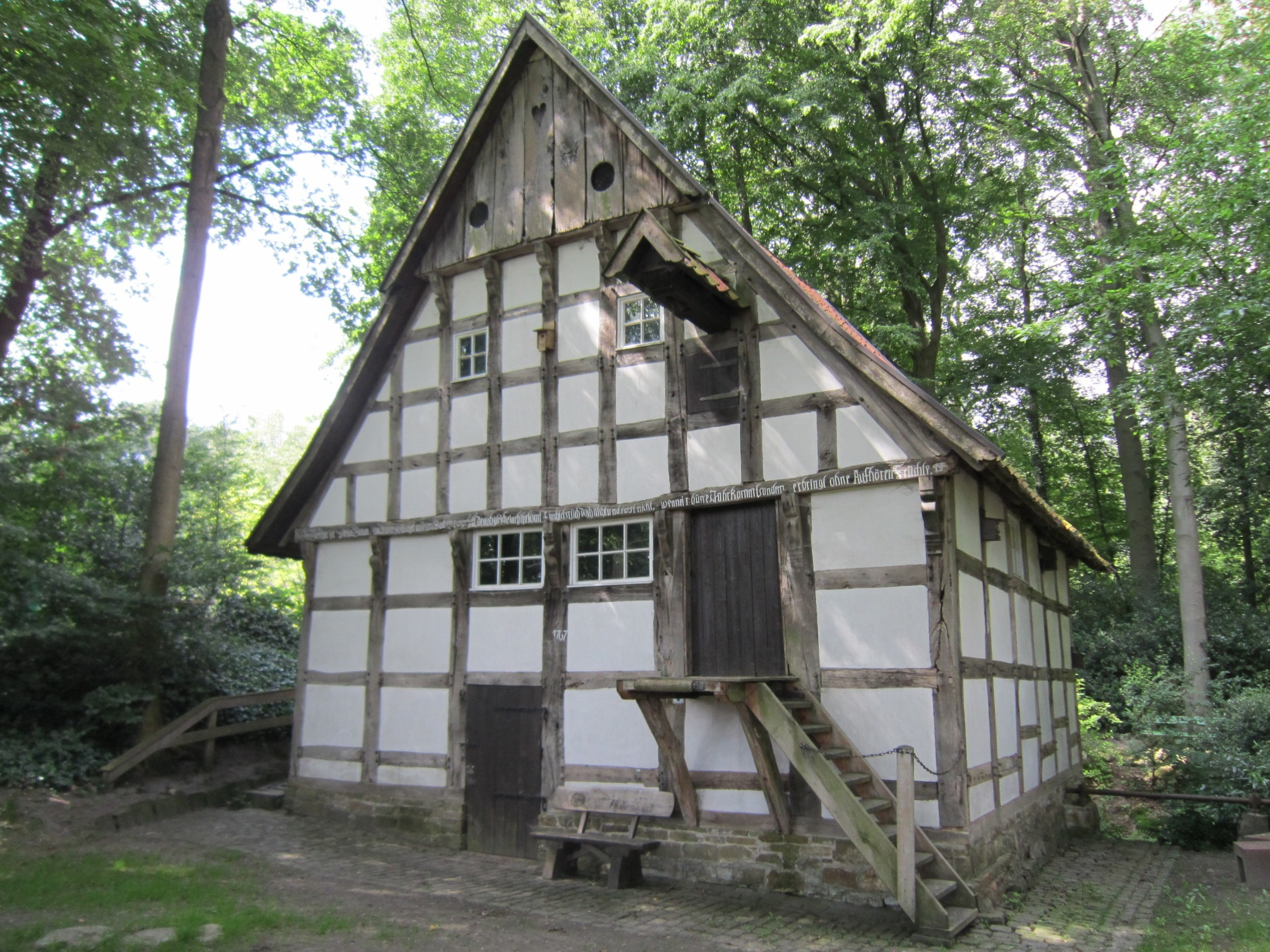
Wassermühle Riesau (Frontansicht)

Die Wassermühle Riesau tritt erstmals in alten Urkunden des Domkapitels zu Osnabrück als der Hof Riesau bzw. als 'domus Resoe' in der Bockwiede/Balkum, damals zum Kirchspiel Ueffeln gehörend, auf.
Seit 1240 ist der Hof Riesau urkundlich in Familienbesitz. Die erste zum Hof gehörende Wassermühle wurde wahrscheinlich im Jahre 1441 gegründet.
Die heutige Wassermühle mit Teichanlage wurde im Jahre 1767 mit Zustimmung des Bischofs von Osnabrück 300 Meter vom alten zum jetzigen Standort verlegt und vergrößert aufgebaut. Die Wassermühle wurde noch bis Ende der 1950er Jahre betrieben. 1976 übernahm der Heimatverein Ueffeln-Balkum die Mühle. Die Restaurierungsarbeiten wurden von 1977 bis 1987 durch ihn durchgeführt.
Im Jahr 2000 musste der Mühlenteich abgedichtet werden, der die Wassermühle Riesau speist. Die Sanierung war notwendig geworden, weil Wasser unterhalb der Teichsole durchsickerte und das Fundament des Hauptgebäudes bedrohte.

## Lage
Die Wassermühle bildet eine Station der Bramgau-Route, einer Ferienstraße im nördlichen Osnabrücker Land und liegt direkt am TERRA.trail 01 im nördlichen Teil des Natur- und Geopark TERRA.vita.

## Regelmäßige Veranstaltungen
| Was                                   | Wann                |
| ------------------------------------- | ------------------- |
| Beginn der Mühlensaison               | 1. Mai jeden Jahres |
| Deutscher Mühlentag, Tag des Denkmals | Pfingstmontag       |
|                                       |                     |

## Belege
1. ↑  Teichsohle der Wassermühle Riesau ist wieder dicht. Neue Osnabrücker Zeitung. 28. Januar 2000
2. ↑  TERRA.trail 01 - Eiszeit, Hünengräber und Steinwerke, auf tourenplaner-terravita.de